# Mitsubishi Sirius
Двигатели Mitsubishi серии 4G6/4D6 или Sirius — рядные четырёхцилиндровые бензиновые и дизельные двигатели внутреннего сгорания, производящиеся Mitsubishi Motors с 1976 по 2013 год, совместно с двигателями Astron, Orion и Saturn.

## 4G61 (1.6 л)
- Объём: 1595 см3
- Диаметр цилиндра × ход поршня: 82,3 × 75 мм
- Клапанов: 16
- Клапанный механизм: DOHC

## 4G62 (1.8 л)
- Объём: 1795 см3
- Диаметр цилиндра × ход поршня: 80,6 × 88 мм
- Клапанов: 8

## 4G63/G63B (2.0 л)
- Объём: 1997 см3
- Диаметр цилиндра × ход поршня: 85 × 88 мм
- Клапанные механизмы: SOHC и DOHC[1]

## 4G64 (2.4 л)
- Объём: 2351 см3
- Диаметр цилиндра × ход поршня: 86,5 × 100 мм
- Клапанов: 8—16[2]

## 4D65 (1.8 л; дизель)
- Объём: 1795 см3

## 4G67 (1.8 л)
- Объём: 1836 см3
- Диаметр цилиндра × ход поршня: 81,5 × 88 мм

## 4D68 (2.0 л; дизель)
- Объём: 1998 см3
- Диаметр цилиндра × ход поршня: 93 × 82,7 мм

## 4G69 (2.4 л)
- Объём: 2378 см3
- Диаметр цилиндра × ход поршня: 87 × 100 мм
- Клапанов: 4
- Клапанный механизм: SOHC

## 4G6A
- Объём: 1798 см3
- Диаметр цилиндра × ход поршня: 85 × 79,2 мм
- Степень сжатия: 9.4:1
- Клапанный механизм: SOHC
- Выбросы углекислого газа: 255 г/кВт·ч

## 4K1
- 4K10 (1,8 л)
- 4K11 (2,0 л)
- 4K12 (2,4 л)

## 4K2
- 4K20[3][4]
- 4K21
- 4K22

## 4K3
- 4K31

## Галерея
- 4G63B
- Mivec Turbo 4G63
- Mitsubishi 4D68
- 4G69